# Jan Leslie
Jan Leslie (født 20. maj 1971 i Esbjerg) er en dansk håndboldtræner, der er cheftræner for HH Elite. Han har tidligere været tilknyttet HF Mors som spillende træner, Team Esbjerg, Randers HK, Aalborg DH, Skjern Håndbold, Ribe-Esbjerg HH og de russiske storklubber Rostov-Don og CSKA Moskva.
Han første trænerjob var i HF Mors, i perioden 2000 til 2002. Tre år senere blev han cheftræner for Team Esbjerg, og blev derefter Aalborg DH. Derefter vendte Leslie tilbage til herrehåndbold, hvor han blev assistenttræner i Skjern Håndbold. 
I hans tid i Randers HK, vandt han DM 2012, for første gang klubbens historie. Årene forinden, vandt han sølv i 2010 og 2011. I 2010, vandt han EHF Cup, efter finalesejr over spanske Elda Prestigio. Han sluttede hans tid i Randers HK, med at vinde ligabronze i 2014.
Han blev i 2014, cheftræner for det russiske storhold Rostov-Don. I 2015 vandt han også den russiske liga, i hans første sæson i klubben. Året efter, i 2016 vandt han sølv. Han vandt også den russiske pokalturnering og Super Cup, to gange. Med klubben, nåede han også kvartfinalen ved EHF Champions League i 2016. Han blev i November 2016, fyret i klubben og vendte derefter hjem til Danmark, som træner for Ribe-Esbjerg HH.
I sommeren 2019, blev han introduceret som cheftræner for det nye russiske storhold CSKA Moskva.
Han har desuden taget EHF Master Coach-uddannelsen, som han sluttede i 2006.